# 三峡高中
30°46′41″N 111°18′21″E / 30.77798°N 111.30593°E
宜昌市三峡高级中学（简称：三峡高中），位于中华人民共和国湖北省宜昌市夷陵区，是一所省级示范中学。该学校的前身是1951年创立的宜昌县高级中学。